# Ильчигуловский сельсовет (Учалинский район)
Ильчигуловский сельсовет — муниципальное образование в Учалинском районе Башкортостана.
Согласно Закону о границах, статусе и административных центрах муниципальных образований в Республике Башкортостан имеет статус сельского поселения.

## Состав сельсовета
- д. Ильчигулово,
- д. Каримово,
- д. Мулдакаево,
- д. Мулдашево,
- д. Орловка,
- д. Алтынташ,
- д. Суюндюково,
- д. Кучуково,
- д. Устиново,
- д. Сулейманово.

## Население
| 2002  | 2009  | 2010  | 2012  | 2013  | 2014  | 2015  |
| ----- | ----- | ----- | ----- | ----- | ----- | ----- |
| 1835  | ↘1785 | ↘1496 | ↘1491 | ↘1447 | ↗1449 | ↘1403 |
| 2016  | 2017  | 2018  |       |       |       |       |
| ↘1374 | ↘1346 | ↘1310 |       |       |       |       |

## История
Закон Республики Башкортостан от 19.11.2008 N 49-з «Об изменениях в административно-территориальном устройстве Республики Башкортостан в связи с объединением отдельных сельсоветов и передачей населённых пунктов» гласил:

 "Внести следующие изменения в административно-территориальное устройство Республики Башкортостан:

43) по Учалинскому району:

 б) объединить Ильчигуловский и Суюндюковский сельсоветы с сохранением наименования «Ильчигуловский сельсовет» с административным центром в деревне Ильчигулово.
Включить деревни Кучуково, Сулейманово, Суюндюково, Устиново Суюндюковского сельсовета в состав Ильчигуловского сельсовета.

Утвердить границы Ильчигуловского сельсовета согласно представленной схематической карте.

Исключить из учётных данных Суюндюковский сельсовет